# 30 años de éxitos
30 años de éxitos es el nombre del álbum debut de la banda española Los Toreros Muertos. Fue grabado y publicado en 1986, poco tiempo después del lanzamiento del maxisencillo Yo no me llamo Javier.

## Información del álbum
Después de juntarse en 1984, al año siguiente lanzan el maxisencillo Yo no me llamo Javier (1985), el cual tuvo un gran éxito colocándose en las primeras listas de popularidad, por lo que la compañía discográfica Ariola Records graba el primer álbum de la banda, el cual recibe el nombre de 30 años de éxitos.
El álbum se convierte en un éxito y los lleva a ofrecer conciertos por España e Hispanoamérica, principalmente en Argentina, Colombia, Perú y México, lugares donde obtuvieron popularidad por canciones como «Mi agüita amarilla» y «Yo no me llamo Javier».

## Lista de canciones[1]
| N.º | Título                  | Escritor(es)                         | Duración |  |
| 1.  | «Los toreros muertos»   | J.L. Moure / P. Carbonell            | 2:22     |  |
| 2.  | «Bum Bum 1789»          | G. Piccolini / P. Carbonell          | 3:03     |  |
| 3.  | «Hoy es domingo»        | F.J. López de Guereña / P. Carbonell | 3:35     |  |
| 4.  | «D.N.I.»                | G. Piccolini / P. Carbonell          | 4:03     |  |
| 5.  | «Yo no me llamo Javier» | J.L. Moure / P. Carbonell            | 4:23     |  |
| 6.  | «Twist'as loca»         | G. Piccolini / P. Carbonell          | 2:08     |  |
| 7.  | «Mi agüita amarilla»    | P. Carbonell                         | 5:39     |  |
| 8.  | «Soy un animal»         | J.L. Moure / P. Carbonell            | 4:12     |  |
| 9.  | «Necesito un avalista»  | J.L. Moure / P. Carbonell            | 3:06     |  |
| 10. | «Dejadme llorar»        | J.L. Moure / P. Carbonell            | 5:23     |  |

## Posicionamiento en listas
| Publicación | País           | Lista                                                   | Año  | Puesto |
| ----------- | -------------- | ------------------------------------------------------- | ---- | ------ |
| Alborde     | Estados Unidos | Los 250 álbumes más importantes del Rock Iberoamericano | 2006 | 65     |